# Hermann Voss (Jurist)
Hermann Friedrich Maria Voss (* 30. September 1878 in Witten; † 25. Januar 1957 in Frankfurt am Main) war ein deutscher Rechtsanwalt und Verbandsfunktionär.

## Leben und Wirken

### Ausbildung und früher Werdegang
Voss war ein Sohn des Arztes Hermann Voss (* 4. November 1851) und seiner Ehefrau Rosa, geb. Thomm (* 20. April 1854 in Pfaffendorf; † 8. Mai 1936).
Er besuchte die Volksschule und ein humanistisches Gymnasium in Koblenz. Nach dem Abitur studierte Voss Rechtswissenschaften an den Universitäten Gießen und Bonn. Seit seiner Studienzeit in Gießen gehörte er der Gießener Burschenschaft Germania an. Zwischendurch tat er vom 1. April 1897 bis zum 31. März 1898 Dienst als Einjährig-Freiwilliger bei der 2. Kompanie eines Infanterieregimentes.
Nach dem Bestehen des ersten juristischen Staatsexamens absolvierte Voss den vierjährigen Juristischen Vorbereitungsdienst als Referendar in Ehrenbreitstein, Neuwied, Koblenz und Kiel. 1901 promovierte er in Freiburg mit einer Dissertation über den Schadensersatzanspruch aus § 823 Abs. 2 des Bürgerlichen Gesetzbuches zum Dr. jur. Nach dem Bestehen des Assessorexamens im Jahr 1904 ließ sich Voss als Rechtsanwalt in Itzehoe nieder. Dort gehörte er von 1907 bis 1908 einer Freimaurerloge an. Es folgte eine Zwischenstation in Swakopmund im damaligen Deutsch-Südwestafrika, bevor Voss eine Kanzlei in Berlin eröffnete.

### Erster Weltkrieg und Weimarer Republik
Von 1914 bis 1918 nahm Voss als Major der Landwehr am Ersten Weltkrieg teil. Er diente zunächst vom 2. August bis 10. September 1914 als Adjutant im Infanterieregiment 47, dann bis zum 1. August 1915 als Kompaniechef. Danach kommandierte er Bataillone im Infanterieregiment 47 (1. August 1915 bis 20. September 1917), Infanterieregiment 46 (20. September 1917 bis 10. November 1917) und Infanterieregiment 58 (10. November 1917 bis 13. September 1918). Zu diesem Zeitpunkt geriet er in Kriegsgefangenschaft, in der er bis Dezember 1919 verblieb.
Im Krieg wurde Voss viermal verwundet und mit diversen Kriegsauszeichnungen dekoriert: So mit dem Eisernen Kreuz II. Klasse (September 1914), dem Eisernen Kreuz I. Klasse (August 1915), der Hessischen Tapferkeitsmedaille (2. August 1915), dem Österreichischen Militärverdienstkreuz (Frühjahr 1915) und dem Hohenzollernhausorden mit Schwertern (7. März 1918) sowie dem Silbernen Verwundetenabzeichen (2. Juli 1918).
Nach seiner Entlassung aus der Kriegsgefangenschaft kehrte Voss in seinen Beruf als Rechtsanwalt und Notar zurück. Zusammen mit anderen betrieb er die erfolgreiche Kanzlei Voss, Suren und Sozien, zu deren Klienten unter anderen der Schauspieler Gustaf Gründgens gehörte.
Politisch gehörte Voss seit 1920 der Deutschen Volkspartei (DVP) an, für die er einige Jahre in der Bezirksverordnetenversammlung Berlin-Tiergarten saß. Von 1925 bis 1931 führte er ehrenamtlich die Kyffhäuser-Jugend in Berlin. Seit 1929 gehörte Voss außerdem dem exklusiven Deutschen Herrenklub an.

### NS-Zeit
Bei den Berliner Stadtverordnetenwahlen am 12. März 1933 kandidierte Voss noch als Spitzenkandidat der Deutschen Volkspartei (DVP) im Bezirk Tiergarten. Zum 1. April 1933 trat er in die Nationalsozialistische Deutsche Arbeiterpartei (NSDAP) ein (Mitgliedsnummer 1.773.575), angeblich weil der Parteivorsitzende der DVP, Johannes Dingeldey, sich geweigert hatte, seine Partei in die NSDAP zu überführen. Mit Aufnahmedatum vom 8. Juli 1933 wurde Voss außerdem Mitglied der Sturmabteilung (SA), dem Straßenkampfverband der NSDAP. In dieser übernahm er am 23. September 1933 die Funktion eines Rechtsberaters der SA-Brigade 28 im Rang eines Obertruppführers, bevor er zum 20. April 1934 den Rang eines SA-Sturmführers erhielt.
Im März 1933 wurde Voss Fachgruppenleiter der Fachschaftsgruppe Rechtsanwälte im Bund Nationalsozialistischer Deutscher Juristen (BNSDJ) und wurde Mitte April 1933 dem Präsidenten des Deutschen Anwaltvereins (DAV), Rudolf Dix, zur Seite gestellt. Dies geschah, um das Fundament des DAV, der größten anwaltlichen Standesorganisation im Deutschen Reich, sukzessive zu unterminieren und in das Fahrwasser des NS-Juristenbundes zu bringen. Am 7. Mai 1933 ernannte der Führer der nationalsozialistischen Juristen Hans Frank zum Beauftragten des Reichsjustizkommissars zur Überführung des Deutschen Anwaltsvereins in den BNSDJ, womit zugleich sein Auftrag umschrieben war. Auf einer außerordentlichen Mitgliederversammlung des DAV am 18. Mai 1933 verkündete Frank: „[…] die deutschen Anwälte haben es selbst in der Hand, ob Sie Führer, Mitführer in diesem Ringen [d. h. der Gleichschaltung der deutschen Gesellschaft, die die Nationalsozialisten 1933 durchführten] sein wollen oder ob sie unter die Räder des revolutionären Geschehens kommen müssen […] es steht Ihnen vollkommen frei, Ihre Entscheidung zu fällen. Die Entwicklung geht entweder so, wie sie Ihnen heute ermöglicht ist. Wenn sie nicht so geht, dann würde ich bedauern, die gleiche Methode wie bei den marxistischen Gewerkschaften anwenden zu müssen.“ Die versammelten Mitglieder des Vorstandes traten daraufhin noch am gleichen Tag korporativ in den NS-Juristenbund ein bzw. ließen den DAV korporativ in den BNSDJ überführen, so dass der DAV zunächst noch weiter bestehen konnte. Jedoch wurde Voss am 18. Mai 1933 als Nachfolger von Dix zum neuen Präsidenten des Vorstandes des DAV ernannt. Der Vorstand hoffte, auf diese Weise eine völlige Auflösung des Vereins vermeiden zu können.
Ebenfalls im Mai 1933 wurde Voss kurzzeitig Schriftleiter der Juristischen Wochenschrift, bevor Hans Frank diesen Posten übernahm.
Als Präsident des DAV brachte Voss diesen rasch und entschieden auf nationalsozialistische Linie, wobei er insbesondere die antisemitische Ausrichtung des DAV nochmals intensivierte, insbesondere durch Ausgrenzung und Vertreibung von jüdischen Juristen aus den juristischen Standesorganisationen. Ende Mai erklärte er in einem Aufruf auf der ersten Seite des Anwaltsblattes:

„Ich empfehle allen Mitgliedern, die nicht rein arischer Abstammung sind, sofort aus dem deutschen Anwaltverein und den ihm angeschlossenen Vereinen (Bezirksgruppen usw.) auszutreten.“

Im Sommer 1933 wurde Voss Justitiar und juristischer Vertreter der von Viktoria von Dirksen und dem Herrenklub gegründeten Dirksen-Stiftung, in deren Kuratorium unter anderem Heinrich Himmler und Ernst Röhm saßen.
Zum Jahresende 1933 wurde Voss als Präsident der DAV durch Walter Raeke ersetzt. Dieses Revirement erfolgte im Zuge der von Hans Frank angeordneten Auflösung aller verbleibenden Anwaltvereine und der Integration ihrer Angehörigen in den BNSDJ als Einzelmitglieder.
Infolge der Erschießung seines Sohnes Gerd im Rahmen der Röhm-Affäre durchlief Voss ein langwieriges SA-internes Untersuchungsverfahren, zur Erörterung seiner weiteren Tragbarkeit als SA-Mitglied. Nachdem er vom 1. Juli 1934 bis zum 26. April 1936 vom SA-Dienst beurlaubt worden war, wurde das Verfahren durch Beschluss der Obersten SA-Führung vom 5. April 1935 eingestellt. Anschließend wirkte er in der SA als Rechtsberater des Sturms 6/R 109 (1. Oktober 1935 bis 31. Dezember 1935), als z. b. V.-Führer und Kulturwart im Sturm 30/R 109 (1. Januar 1936 bis 31. März 1937) und als stellvertretender Rechtsberater der SA-Brigade 30 (1. April 1937 bis ?). In der SA wurde er in diesen Jahren zum Obersturmführer (9. November 1937) und Hauptsturmführer (9. November 1938) befördert.

## Familie

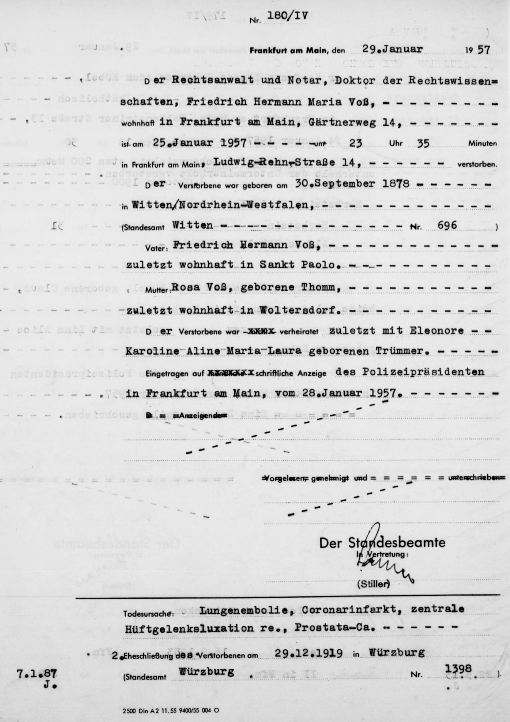
Todesurkunde von Hermann Voss

Voss war zweimal verheiratet. Aus seiner ersten Ehe, die 1911 geschieden wurde, hatte er zwei Söhne und zwei Töchter.
Der ältere Sohn, Hans Voss (* 30. Oktober 1906) war Mediziner. Der jüngere Sohn, der Jurist Gerd Voss, war von 1933 bis 1934 Fachschaftsführer an der Juristischen Fakultät der Berliner Universität und Rechtsberater der SA-Gruppe Berlin-Brandenburg. Er wurde am 1. Juli 1934 als enger Mitarbeiter des SA-Chefs Karl Ernst im Zuge der Röhm-Affäre von der Leibstandarte SS Adolf Hitler in der Hauptkadettenanstalt in Berlin-Lichterfelde standrechtlich erschossen.
Hinzu kamen die Töchter Vera (* 8. März 1904) und Hilde (* 1. August 1905).
In zweiter Ehe war Voss seit dem 29. Dezember 1919 mit Eleonore Trümmern (* 7. Januar 1887 in München) verheiratet.
In den 1930er Jahren war Voss in der Genthiner Straße 7 wohnhaft.

## Überlieferung
Im Bundesarchiv haben sich diverse Personalunterlagen zu Voss erhalten: So insbesondere Personalakten im Bestand des ehemaligen Berlin Document Centers, darunter eine SA-Gerichtsakte (SA-P-Mikrofilm D 280, Bilder 2087-229).

## Schriften
- Der Schadensersatzanspruch aus § 823 Abs. 2 des Bürgerlichen Gesetzbuches. 1901. (Dissertation)